# Thierry Oussou
Thierry Oussou (Allada, Benin,1988) is beeldend kunstenaar en woont afwisselend in Amsterdam en Benin. Naast grote expressieve werken op papier maakt hij ook conceptuele installaties, audio (orale geschiedenis) en video.  

## Biografie
Thierry Oussou is geboren in Allada in de republiek Benin. Hij heeft in zijn jeugd geen officieel kunstonderwijs gevolgd, maar nadat hij op negenjarige leeftijd deelnam aan een workshop besloot hij van tekenen zijn beroep te maken. Hij werkt enige jaren in de studio van Meschac Gaba. Geleidelijk ontwikkelt hij zijn eigen visuele taal en begint naast tekeningen, conceptuele installaties en video's te maken. In 2011 richt hij studio Ye op in Allada en nodigt hier jaarlijks kunstenaars uit om samen te werken en workshops voor lokale kunstenaars te organiseren.
In 2015 gaat hij naar de Rijksakademie in Amsterdam en verblijft daar 2 jaar als resident. Sinds 2020 heeft hij een katoenplantage in Benin, waar hij regelmatig verblijft. 

## Werk
De thema's in het werk van Oussou zijn arbeid, identiteit en maatschappelijke structuren. Daarbij interesseert hij zich voor erfgoed en omschrijft  zelf zijn werkwijze als sociale archeologie: het opduiken van waardes die in de gemeenschappen van zijn land verloren dreigen te raken. In letterlijke zin door een verhaal uit het Fon, de oude taal van zijn regio, te vertalen in het Frans en Engels. Maar ook symbolisch, waarvan zijn installatie Impossible is Nothing uit 2016 een voorbeeld is. Deze installatie laat een replica zien van de troon van Koning Béhanzin (1845-1906) de laatste koning van Dahomey, in het huidige Benin. De originele troon bevond zich in het Musée de Quai Branly-Jacques Chirac in Parijs. Het werk is in 2018 uitgekozen voor de 10e Biënnale in Berlijn. De kranten The Guardian en Financial Times schreven over zijn werk, wat een stimulans was voor de discussie over de plek van de originele troon. Het werk is ook getoond in het Centraal Museum Utrecht. In 2021 is de troon teruggekeerd naar Benin.
Zijn tekeningen maakt Oussou met name op zwart papier. Voor hem is dat de associatie met het witte krijt op een zwart schoolbord, dat zowel staat voor tijdelijkheid als voor het overbrengen van informatie en kennis. Het zijn grote expressieve werken, waarbij hij zich laat inspireren door alledaagse observaties en verweeft deze met historische referenties. Uit boeken verzamelt hij hiërogliefen, rotstekeningen en andere oervormen van schrift. Het resultaat is als een collage, waarin telkens een of enkele figuren centraal staan, met gezichten van papier, waarin gaten zijn gebrand en die daardoor maskers lijken. Zijn werk wordt vergeleken met het werk van de Cobra schilders, met name Karel Appel.
Ander werk van Thierry Oussou is de installatie-reeks La Poésie, site-specifieke sculpturen, gemaakt van natuurlijke materialen uit de nabije omgeving van een tentoonstellingsruimte. Dit werk is al uit 2012, maar wordt telkens in een nieuwe samenstelling gepresenteerd. Het is een installatie van geordende takken, deels reeds verzameld en deels nieuwe lokale takken en twijgen. Centraal hierin staat het perspectief op onze relatie met de niet-menselijke levende wereld.
Regelmatig verblijft hij op zijn katoenplantage in Benin. Hier documenteert hij het proces van het maken van katoen. Op deze wijze wil hij de arbeiders die bijna onzichtbaar zijn centraal stellen en hun leven en werk zichtbaar maken.

## Prijzen
- 2016: het eerste Fellowship Jacqueline van Tongeren
- 2019: de 3 Package Deal, van het Amsterdamse Fonds voor de Kunst, een beurs die talent stimuleert en faciliteert met betaalbare                                woon en werkruimte, budget en met werk.
- 2023: de Koninklijke Prijs voor Vrije Schilderkunst.[6]

## Tentoonstellingen/presentaties
- Growing Poetics (2024-2025), solotentoonstelling koetshuis Kasteel Wijlre in Wijlre
- Workers Dijksgracht Oost-Amsterdam (2024), solotentoonstelling in Lumen Travo galerie in Amsterdam
- Stoel neemt stelling (2023), groepstentoonstelling Centraal Museum in Utrecht
- Aïchi Triennale (2022) in Tokoname City in Japan
- Art contemporain du Bénin (2022), Palais de la Marina, Cotonou in Benin
- What is left of the sugar cubes (2022), groepstentoonstelling Oude Kerk in Amsterdam
- Art Exchange (2019), Essex in het Verenigd Koninkrijk[7]
- Biënnale (2019) in Saô Paulo
- Rusteloze Materie (2018), groepstentoonstelling Cobra Museum in Amstelveen[8]
- 10e Biënnale (2018) in Berlijn, Duitsland[9][10]